# Municipalités régionales de l'Ontario

Municipalités régionales de l'Ontario

Les municipalités régionales de l'Ontario (ou régions) sont des municipalités de palier supérieur (upper-tier municipalities) ayant, généralement, le pouvoir et la responsabilité d'offrir des services plus grands que les comtés.

## Services
Ils fournissent, généralement, les services suivants :
- entretien et construction des routes
- transport
- police
- égouts
- aqueducs
- collecte des déchets
- planification régionale de l'utilisation du territoire
- santé et services sociaux

Les municipalités régionales sont plus urbanisées que les comtés. Elles sont habituellement implantées dans des divisions de recensement où un ensemble de centres urbains forment la majorité de la division et de la population, mais où pas un seul centre ne domine les autres.
Les municipalités régionales ne se trouvent que dans le sud de l'Ontario.

## Histoire
La municipalité régionale d'Ottawa—Carleton a été créée en 1969, suivant un précédent pour le gouvernement municipal à deux paliers établi en Ontario en 1954 par la création de la municipalité du Toronto métropolitain. La structure municipale régionale a  considérablement augmentée entre 1970 et 1974 sous le gouvernement de Bill Davis.
En 1998, la municipalité du Toronto métropolitain est devenue la ville fusionnée de Toronto. En 2001, quatre autres municipalités régionales qui avaient été dominées par une ville simple ont été fusionnés, alors que la municipalité régionale de Haldimand-Norfolk était divisé en comté d'Haldimand et en comté de Norfolk.

## Liste des municipalités régionales
Les municipalités régionales actuelles, avec le centre administratif entre parenthèses :
- Municipalité régionale de Durham (Whitby)
- Municipalité régionale d'Halton (Milton)
- Municipalité de district de Muskoka (Bracebridge)
- Municipalité régionale de Niagara (Thorold)
- Comté d'Oxford (Ontario) (Woodstock)
- Municipalité régionale de Peel (Brampton)
- Municipalité régionale de Waterloo (Kitchener)
- Municipalité régionale d'York (Newmarket)